# 東京單軌電車10000型電聯車
東京單軌電車10000型電聯車（日语：／ Tokyo Monorēru 10000-gata densha）是東京單軌電車的羽田機場線使用的單軌電聯車，也是該公司自東京單軌電車2000型電聯車投入使用以來，時隔17年再度引入的新型車輛。10000型是為了替代車體逐漸老化的東京單軌電車1000型電聯車，而由日立製作所製造的新型單軌電聯車，並於2014年7月18日開始投入使用。

## 規格與構造
本型車為東京單軌電車首度配備示寬燈的車輛，該燈具平時收納在前照燈的外殼內，在點亮時呈藍色。車體使用鋁合金打造，且考量到單軌電車的車體需輕量化，因此採用單皮層構造與雙皮層構造結合的混合層構造。車體的焊接工法則使用摩擦攪拌銲接，除降低車體在焊接時可能產生的變形之外，也使其無須再塗上塗裝。而本型車的車體裝飾則使用象徵羽田機場線沿線綠意的綠色，以及代表天空與水的水藍色和藍色條紋。
車廂內部使用白色的牆壁，其末端則為黃色的牆壁；車廂地板採用灰色，靠近車門的出入區域則使用視覺性較高的黃色。車體側面的窗戶為抗UV的玻璃窗戶，並設置往下滑便可開啟的窗戶，以提升車廂內的空氣流通。座位旁的隔板、行李架與車廂之間的車門皆使用強化玻璃；而車廂的內裝設計也融合和風的元素，並在車廂連接處的車門上使用富士山、五重塔、扇子與盆栽等象徵日本的圖案作為裝飾。
本型車的座椅使用長條式與對向式座椅結合的半對向式座椅，其中一般座位採用藍色的布料，並搭配青海波的紋樣；博愛座則使用綠色的布料和黃色的扶手，以提升識別性。每節車廂皆設有放置大型行李的專用空間與WiFi，前兩節車廂則有放置輪椅的專用空間。